# Горкуша Павло Васильович
Павло́ Васи́льович Горку́ша (2001—2023) — український військовослужбовець, учасник російсько-української війни.

## Життєпис
Народився 8 липня 2001 року в селі Клекотів Львівської області. Після закінчення школи навчався у Олеському професійному ліцеї. Деякий час працював у Києві на кузні.
Призваний на строкову службу у 2020 році до 10 ОГШБр. Через рік підписав контракт та продовжив службу.
Загинув 8 грудня 2023 року в районі села Берестове Бахмутського району, Донецької області.
Похований на Алеї Слави цвинтаря міста Броди Львівської області.
Без Павла залишилися брати Євген, Олександр, Володимир і Назар; сестри Юлія та Марія. Батько Василь Горкуша загинув на фронті у вересні 2022 року.

## Нагороди
- Орден «За мужність» III ступеня[3].